# Ойпа
Ойпа — река в Ивдельском городском округе Свердловской области России. Устье реки находится в 7,2 км от устья Большого Оуса по правому берегу. Длина реки составляет 27 км. В 3,5 км от устья впадает левый приток Кусынья.

## Данные водного реестра
По данным государственного водного реестра России относится к Иртышскому бассейновому округу, водохозяйственный участок реки — Тавда от истока и до устья, без реки Сосьва от истока до водомерного поста у деревни Морозково, речной подбассейн реки — Тобол. Речной бассейн реки — Иртыш.
Код объекта в государственном водном реестре — 14010502512111200012298.